# Caspar Franssen

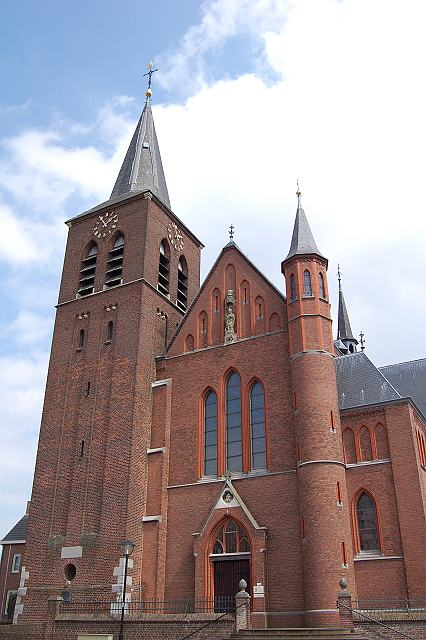
St. Martinuskerk (1909-1910) in Neer

Caspar Johannes Hubertus Franssen (Tegelen, 14 mei 1860 - Roermond, 5 januari 1932) was een Nederlands architect die het bekendst werd door zijn katholieke kerken, waarvan hij er meer dan 50 ontwierp.

## Leven en werk
Franssen was een leerling van P.J.H. Cuypers, voor wie hij van 1883 tot 1888 werkte. In 1888 vestigde Franssen zich in Tegelen als zelfstandig architect. In 1892 verhuisde hij naar Roermond. Aanvankelijk ontwierp hij in een, sterk door Cuypers beïnvloede, neogotische stijl. In 1897 paste hij voor het eerst ook de neoromaanse stijl toe. De meeste van zijn kerken werden gebouwd in de bisdommen Roermond en 's-Hertogenbosch. Naast kerken heeft hij ook scholen, kloosters en andere bouwwerken ontworpen. Na zijn overlijden in 1932 werd zijn kantoor voortgezet door zijn zoon Joseph Franssen.